# Allium trichocnemis
Allium trichocnemis là một loài thực vật có hoa trong họ Amaryllidaceae. Loài này được J.Gay mô tả khoa học đầu tiên năm 1847.